# Rafael Moura
Rafael Martiniano de Miranda Moura vagy egyszerűen Rafael Moura (Belo Horizonte, 1983. május 23. –) brazil labdarúgó, az Internacional csatára.